# Khúc côn cầu trên cỏ tại Đại hội Thể thao châu Á 2018 – Giải đấu Nữ
Giải đấu Nữ của nội dung khúc côn cầu trên cỏ tại Đại hội Thể thao châu Á 2018 được diễn ra tại Sân khúc côn cầu Gelora Bung Karno, Jakarta, Indonesia từ ngày 19 tới 31 tháng 8 năm 2018.

## Lịch thi đấu
| SL | Vòng sơ loại | ½ | Bán kết | HCĐ | Tranh huy chương Đồng | HCV | Tranh huy chương Vàng |

| CN 19/8 | Thứ 2 20/8 | Thứ 3 21/8 | Thứ 4 22/8 | Thứ 5 23/8 | Thứ 6 24/8 | Thứ 7 25/8 | CN 26/8 | Thứ 2 27/8 | Thứ 3 28/8 | Thứ 4 29/8 | Thứ 5 30/8 | Thứ 6 31/8 | Thứ 6 31/8 |
| ------- | ---------- | ---------- | ---------- | ---------- | ---------- | ---------- | ------- | ---------- | ---------- | ---------- | ---------- | ---------- | ---------- |
| SL      |            | SL         |            | SL         |            | SL         |         | SL         |            | ½          |            | HCĐ        | HCV        |

## Các đội đủ điều kiện
| Giải đấu diễn ra vòng loại        | Ngày                             | Địa điểm | Số đội | Đội vượt qua vòng loại |
| --------------------------------- | -------------------------------- | -------- | ------ | ---------------------- |
| Nước chủ nhà                      | 19 tháng 9 năm 2014              | Jakarta  | 1      | Indonesia              |
| Đại hội Thể thao châu Á 2014      | 20 tháng 9 – 2 tháng 10 năm 2014 | Incheon  | 5      | Hàn Quốc               |
| Đại hội Thể thao châu Á 2014      | 20 tháng 9 – 2 tháng 10 năm 2014 | Incheon  | 5      | Trung Quốc             |
| Đại hội Thể thao châu Á 2014      | 20 tháng 9 – 2 tháng 10 năm 2014 | Incheon  | 5      | Ấn Độ                  |
| Đại hội Thể thao châu Á 2014      | 20 tháng 9 – 2 tháng 10 năm 2014 | Incheon  | 5      | Nhật Bản               |
| Đại hội Thể thao châu Á 2014      | 20 tháng 9 – 2 tháng 10 năm 2014 | Incheon  | 5      | Malaysia               |
| Vòng loại Đại hội Thể thao châu Á | 12–20 tháng 1 năm 2018           | Băng Cốc | 4      | Thái Lan               |
| Vòng loại Đại hội Thể thao châu Á | 12–20 tháng 1 năm 2018           | Băng Cốc | 4      | Hồng Kông              |
| Vòng loại Đại hội Thể thao châu Á | 12–20 tháng 1 năm 2018           | Băng Cốc | 4      | Đài Bắc Trung Hoa      |
| Vòng loại Đại hội Thể thao châu Á | 12–20 tháng 1 năm 2018           | Băng Cốc | 4      | Kazakhstan             |
| Total                             | Total                            | Total    | 10     |                        |

## Chia bảng
Các đội được xếp hạt giống dựa trên hệ thống serpentine theo Bảng xếp hạng Thế giới FIH tính đến tháng 7 năm 2018.
| Bảng A                 | Bảng B          |
| ---------------------- | --------------- |
| Trung Quốc (8)         | Hàn Quốc (9)    |
| Nhật Bản (12)          | Ấn Độ (10)      |
| Malaysia (22)          | Thái Lan (28)   |
| Hồng Kông (43)         | Kazakhstan (34) |
| Đài Bắc Trung Hoa (53) | Indonesia (65)  |

## Vòng sơ loại
Tất cả các giờ đều là Giờ miền Tây Indonesia (UTC+07:00)

### Bảng A
| VT | Đội               | ST | T | H | B | ĐT | ĐB | HS  | Đ  | Giành quyền tham dự |
| -- | ----------------- | -- | - | - | - | -- | -- | --- | -- | ------------------- |
| 1  | Nhật Bản          | 4  | 4 | 0 | 0 | 24 | 3  | +21 | 12 | Bán kết             |
| 2  | Trung Quốc        | 4  | 2 | 1 | 1 | 28 | 6  | +22 | 7  | Bán kết             |
| 3  | Malaysia          | 4  | 2 | 1 | 1 | 22 | 5  | +17 | 7  | Trận tranh hạng 5   |
| 4  | Đài Bắc Trung Hoa | 4  | 1 | 0 | 3 | 3  | 33 | −30 | 3  | Trận tranh hạng 7   |
| 5  | Hồng Kông         | 4  | 0 | 0 | 4 | 2  | 32 | −30 | 0  | Trận tranh hạng 9   |

| 19 tháng 8 năm 2018 16:00 |

| Nhật Bản                                                                                | 11–0    | Đài Bắc Trung Hoa |
| --------------------------------------------------------------------------------------- | ------- | ----------------- |
| H Nagai 3', 6', 20', 43', 54' · Kawamura 9', 13', 21', 52' · Nishikori 32' · Karino 59' | Báo cáo |                   |

| Trọng tài: Suzi Sutton (USA) Binish Hayat (PAK) |

| 19 tháng 8 năm 2018 18:00 |

| Malaysia                                                                               | 8–0     | Hồng Kông |
| -------------------------------------------------------------------------------------- | ------- | --------- |
| Abdul Rashid 3', 45', 58' · Zulkifli 16', 34' · Onn 32' · Sylvester 50' · Sumantri 59' | Báo cáo |           |

| Trọng tài: Cookie Tan (SGP) Kim Yoon-seon (KOR) |

| 21 tháng 8 năm 2018 14:00 |

| Nhật Bản                                                    | 6–0     | Hồng Kông |
| ----------------------------------------------------------- | ------- | --------- |
| Yamada 11', 42' · Ono 26' · Aikawa 33' · Nishikori 37', 59' | Báo cáo |           |

| Trọng tài: Ayanna McClean (TTO) Ornpimol Kittiteerasopon (THA) |

| 21 tháng 8 năm 2018 16:00 |

| Trung Quốc                                                              | 9–0     | Đài Bắc Trung Hoa |
| ----------------------------------------------------------------------- | ------- | ----------------- |
| Xi 9', 27' · Gu 30', 45' · Zhang X 36', 56' · Peng 50', 55' · Liang 54' | Báo cáo |                   |

| Trọng tài: Junko Wagatsuma (JPN) Dahiya Deepa (IND) |

| 23 tháng 8 năm 2018 16:00 |

| Hồng Kông             | 2–3     | Đài Bắc Trung Hoa                        |
| --------------------- | ------- | ---------------------------------------- |
| O. Chiu 22' · Lau 34' | Báo cáo | Yang Chi. 15' · Liao 40' · Yang Chu. 42' |

| Trọng tài: Suzi Sutton (USA) Binish Hayat (PAK) |

| 23 tháng 8 năm 2018 18:00 |

| Malaysia     | 2–2     | Trung Quốc         |
| ------------ | ------- | ------------------ |
| Onn 33', 44' | Báo cáo | Liang 10' · Gu 49' |

| Trọng tài: Kelly Hudson (NZL) Kim Yoon-seon (KOR) |

| 25 tháng 8 năm 2018 14:00 |

| Đài Bắc Trung Hoa | 0–11    | Malaysia                                                                                                   |
| ----------------- | ------- | --- |
|                   | Báo cáo | Abdul Rashid 4', 26', 40', 44', 56' · Mohd Ali 10' · Aziz 21', 52' · Sumantri 26' · Zulkifli 32' · Onn 51' |

| Trọng tài: Cookie Tan (SGP) Ornpimol Kittiteerasopon (THA) |

| 25 tháng 8 năm 2018 18:00 |

| Nhật Bản                               | 4–2     | Trung Quốc  |
| -------------------------------------- | ------- | ----------- |
| Shimizu 4', 8' · Oikawa 19' · Kato 26' | Báo cáo | Gu 12', 32' |

| Trọng tài: Kelly Hudson (NZL) Kim Yoon-seon (KOR) |

| 27 tháng 8 năm 2018 18:00 |

| Trung Quốc                                                                                            | 15–0    | Hồng Kông |
| --- | ------- | --------- |
| Peng 15' · Ou 20', 41' · Xi 22', 29', 44' · Gu 30', 34', 35', 36', 37', 40', 46' · Liang 44' · Li 60' | Báo cáo |           |

| Trọng tài: Binish Hayat (PAK) Dahiya Seepa (IND) |

| 27 tháng 8 năm 2018 20:00 |

| Malaysia     | 1–3     | Nhật Bản                    |
| ------------ | ------- | --------------------------- |
| Zulkifli 47' | Báo cáo | Karino 21' · Nagai 38', 50' |

| Trọng tài: Suzi Sutton (USA) Ayanna McClean (TTO) |

### Bảng B
| VT | Đội           | ST | T | H | B | ĐT | ĐB | HS  | Đ  | Giành quyền tham dự |
| -- | ------------- | -- | - | - | - | -- | -- | --- | -- | ------------------- |
| 1  | Ấn Độ         | 4  | 4 | 0 | 0 | 38 | 1  | +37 | 12 | Bán kết             |
| 2  | Hàn Quốc      | 4  | 3 | 0 | 1 | 17 | 4  | +13 | 9  | Bán kết             |
| 3  | Thái Lan      | 4  | 1 | 0 | 3 | 3  | 11 | −8  | 3  | Trận tranh hạng 5   |
| 4  | Indonesia (H) | 4  | 1 | 0 | 3 | 2  | 16 | −14 | 3  | Trận tranh hạng 7   |
| 5  | Kazakhstan    | 4  | 1 | 0 | 3 | 4  | 32 | −28 | 3  | Trận tranh hạng 9   |

| 19 tháng 8 năm 2018 14:00 |

| Thái Lan   | 1–3     | Kazakhstan                                     |
| ---------- | ------- | ---------------------------------------------- |
| Aunjai 58' | Báo cáo | Domashneva 21' · Gataulina 33' · Sazontova 50' |

| Trọng tài: Kelly Hudson (NZL) Ayanna McClean (TTO) |

| 19 tháng 8 năm 2018 20:00 |

| Ấn Độ                                                                               | 8–0     | Indonesia |
| ----------------------------------------------------------------------------------- | ------- | --------- |
| Udita 9' · Katariya 14', 28' · Gurjit 17', 22', 57' · Lalremsiami 25' · Navneet 50' | Báo cáo |           |

| Trọng tài: Chieko Soma (JPN) Chen Mei-chen (TPE) |

| 21 tháng 8 năm 2018 18:00 |

| Hàn Quốc                                                          | 5–0     | Indonesia |
| ----------------------------------------------------------------- | ------- | --------- |
| Kim B. 8' · Cho E. 17' · Cheon 22' · Lee Yu-rim 53' · Lee Yo. 57' | Báo cáo |           |

| Trọng tài: Nur Hafizah Azman (MAS) Chen Jianjun (CHN) |

| 21 tháng 8 năm 2018 20:00 |

| Ấn Độ | 21–0    | Kazakhstan |
| --- | ------- | ---------- |
| Gurjit 7', 36', 44', 52' · Lalremsiami 9', 19', 30' · Goyal 10' · Navneet 11', 12', 49' · Navjot 16', 54' · Katariya 29', 37', 53' · Udita 34' · Minz 38', 45' · Ekka 43' · Malik 55' | Báo cáo |            |

| Trọng tài: Liu Xiaoying (CHN) Cookie Tan (SGP) |

| 23 tháng 8 năm 2018 14:00 |

| Kazakhstan   | 1–2     | Indonesia                  |
| ------------ | ------- | -------------------------- |
| Sazontova 6' | Báo cáo | Suwito 59' · El Islany 60' |

| Trọng tài: Chieko Soma (JPN) Chen Jianjun (CHN) |

| 23 tháng 8 năm 2018 20:00 |

| Thái Lan | 0–3     | Hàn Quốc                           |
| -------- | ------- | ---------------------------------- |
|          | Báo cáo | Park M 6' · Kim O 52' · Park S 54' |

| Trọng tài: Liu Xiaoying (CHN) Nur Hafizah Azman (MAS) |

| 25 tháng 8 năm 2018 16:00 |

| Indonesia | 0–2     | Thái Lan             |
| --------- | ------- | -------------------- |
|           | Báo cáo | Sakunpithak 26', 41' |

| Trọng tài: Nur Hafizah Azman (MAS) Junko Wagatsuma (JPN) |

| 25 tháng 8 năm 2018 20:00 |

| Ấn Độ                                         | 4–1     | Hàn Quốc   |
| --------------------------------------------- | ------- | ---------- |
| N. Kaur 16' · G. Kaur 54', 55' · Katariya 56' | Báo cáo | Lee Y. 21' |

| Trọng tài: Liu Xiaoying (CHN) Ayanna McClean (TTO) |

| 27 tháng 8 năm 2018 14:00 |

| Thái Lan | 0–5     | Ấn Độ                                          |
| -------- | ------- | ---------------------------------------------- |
|          | Báo cáo | Rampal 37', 46', 56' · Malik 52' · N. Kaur 55' |

| Trọng tài: Junko Wagatsuma (JPN) Chen Mei-chen (TPE) |

| 27 tháng 8 năm 2018 16:00 |

| Hàn Quốc                                                                 | 8–0     | Kazakhstan |
| ------------------------------------------------------------------------ | ------- | ---------- |
| Park S 9', 10', 30' · Cho 33' · Lee Yo. 36' · Cheon 40', 47' · Kim O 58' | Báo cáo |            |

| Trọng tài: Chieko Soma (JPN) Chen Jianjun (CHN) |

## Vòng cuối

### Vòng phân hạng

#### Trận tranh hạng 9
| 31 tháng 8 năm 2018 15:00 |

| Hồng Kông            | 2–0     | Kazakhstan |
| -------------------- | ------- | ---------- |
| Lo 21' · Chan YM 52' | Báo cáo |            |

| Trọng tài: Junko Wagatsuma (JPN) Binish Hayat (PAK) |

#### Trận tranh hạng 7
| 29 tháng 8 năm 2018 12:30 |

| Đài Bắc Trung Hoa | 0–2     | Indonesia                |
| ----------------- | ------- | ------------------------ |
|                   | Báo cáo | Arindah 21' · Suwito 41' |

| Trọng tài: Nur Hafizah Azman (MAS) Ornpimol Kittiteerasopon (THA) |

#### Trận tranh hạng 5
| 29 tháng 8 năm 2018 15:00 |

| Malaysia             | 2–0     | Thái Lan |
| -------------------- | ------- | -------- |
| Rashid 22' · Onn 54' | Báo cáo |          |

| Trọng tài: Cookie Tan (SGP) Chen Mei-chen (TPE) |

### Vòng tranh huy chương
|  | Bán kết    | Bán kết |                       |   | Tranh huy chương vàng | Tranh huy chương vàng |
|  |            |         |                       |   |                       |                       |
|  | 29 tháng 8 |         |                       |   |                       |                       |
|  |            |         |                       |   |                       |                       |
|  | Nhật Bản   | 2       |                       |   |                       |                       |
|  | Nhật Bản   | 2       | 31 tháng 8            |   |                       |                       |
|  | Hàn Quốc   | 0       |                       |   |                       |                       |
|  | Hàn Quốc   | 0       | Nhật Bản              | 2 |                       |                       |
|  | 29 tháng 8 |         | Nhật Bản              | 2 |                       |                       |
|  |            | Ấn Độ   | 1                     |   |                       |                       |
|  | Ấn Độ      | Ấn Độ   | 1                     | 1 |                       |                       |
|  | Ấn Độ      |         |                       | 1 |                       |                       |
|  | Trung Quốc | 0       |                       |   |                       |                       |
|  | Trung Quốc | 0       | Tranh huy chương đồng |   |                       |                       |
|  |            |         |                       |   |                       |                       |
|  | 31 tháng 8 |         |                       |   |                       |                       |
|  |            |         |                       |   |                       |                       |
|  | Hàn Quốc   | 1       |                       |   |                       |                       |
|  | Hàn Quốc   | 1       |                       |   |                       |                       |
|  | Trung Quốc | 2       |                       |   |                       |                       |

#### Bán kết
| 29 tháng 8 năm 2018 17:30 |

| Nhật Bản              | 2–0     | Hàn Quốc |
| --------------------- | ------- | -------- |
| Ota 49' · Shimizu 60' | Báo cáo |          |

| Trọng tài: Kelly Hudson (NZL) Chen Jianjun (CHN) |

| 29 tháng 8 năm 2018 20:00 |

| Ấn Độ       | 1–0     | Trung Quốc |
| ----------- | ------- | ---------- |
| G. Kaur 52' | Báo cáo |            |

| Trọng tài: Chieko Soma (JPN) Kim Yoon-seon (KOR) |

#### Tranh huy chương đồng
| 31 tháng 8 năm 2018 17:30 |

| Hàn Quốc    | 1–2     | Trung Quốc        |
| ----------- | ------- | ----------------- |
| Kim O-j 60' | Báo cáo | Gu 20' · Song 58' |

| Trọng tài: Ayanna McClean (TTO) Suzi Sutton (USA) |

#### Tranh huy chương vàng
| 31 tháng 8 năm 2018 20:00 |

| Nhật Bản                   | 2–1     | Ấn Độ     |
| -------------------------- | ------- | --------- |
| Shimizu 11' · Kawamura 44' | Báo cáo | Goyal 25' |

| Trọng tài: Kelly Hudson (NZL) Liu Xiaoying (CHN) |

## Số liệu thống kê

### Bảng xếp hạng cuối cùng
Đủ điều kiện tham dự Thế vận hội Mùa hè 2020
| Thứ hạng | Đội tuyển         |
| -------- | ----------------- |
|          | Nhật Bản5         |
|          | Ấn Độ             |
|          | Trung Quốc        |
| 4        | Hàn Quốc          |
| 5        | Malaysia          |
| 6        | Thái Lan          |
| 7        | Indonesia         |
| 8        | Đài Bắc Trung Hoa |
| 9        | Hồng Kông         |
| 10       | Kazakhstan        |

^5  – Nhật Bản đã vượt qua vòng loại với tư cách là chủ nhà và nhà vô địch châu lục, do đó hạn ngạch đó được bổ sung vào các nội dung vòng loại thay vì giành vị trí á quân của giải đấu.

### Cầu thủ ghi bàn
Đã có 158 bàn thắng ghi được trong 27 trận đấu, trung bình 5.85 bàn thắng mỗi trận đấu.
13 bàn thắng
- Gu Bingfeng

10 bàn thắng
- Gurjit Kaur

9 bàn thắng
- Nuraini Abdul Rashid

7 bàn thắng
- Hazuki Nagai

6 bàn thắng
- Vandana Katariya

5 bàn thắng
- Xi Xiayun
- Navneet Kaur
- Motomi Kawamura
- Hanis Nadiah Onn

4 bàn thắng
- Lalremsiami
- Minami Shimizu
- Nuramirah Zulkifli
- Park Seung-a

3 bàn thắng
- Liang Meiyu
- Peng Yang
- Navjot Kaur
- Rani Rampal
- Emi Nishikori
- Cheon Seul-ki
- Kim Ok-ju

2 bàn thắng
- Ou Zixia
- Zhang Xiaoxue
- Lilima Minz
- Monika Malik
- Neha Goyal
- Udita
- Yuanita Rahmadhani Suwito
- Aki Yamada
- Mami Karino
- Shihori Aikawa
- Natalya Sazontova
- Norazlin Sumantri
- Nur Zafirah Aziz
- Lee Young-sil
- Lee Yu-rim
- Tikhamporn Sakunpithak

1 bàn thắng
- Li Hong
- Song Xiaoming
- Liao Pei-shan
- Yang Chia-yu
- Yang Chun-hui
- Chan Yi Man
- Lau Pui Sze
- Lo I Ka
- Olivia Chiu
- Deep Grace Ekka
- Annur Amalia El Islamy
- Aulia Ghassani Putri Arindah
- Akiko Kato
- Akiko Ota
- Mayumi Ono
- Natalya Gataulina
- Vera Domashneva
- Fazilla Sylvester Silin
- Noor Hasliza Md Ali
- Cho Eun-ji
- Cho Yun-kyoung
- Kim Bo-mi
- Park Mi-hyun
- Nanthakarn Aunjai